# Tsiroanomandidy
Tsiroanomandidy  este un oraș  în  partea centrală a Madagascarului. Este reședința regiunii Bongolava.